# Seznam britanskih astronavtov
Seznam britanskih astronavtov.

## B
- (Richard Branson)

## F
- Michael Foale

## P
- Nicholas Patrick

## S
- Piers Sellers
- Helen Sharman